# 广西离瓣寄生
广西离瓣寄生（学名：Helixanthera guangxiensis）为桑寄生科离瓣寄生属下的一个种。其种加词“guangxiensis”意为“广西的”。